# 1963 no teatro

data 18 de Dezembro Nome Brad Pitt Profissão Ator Nacionalidade USA

## Nascimentos
| Data           | Nome               | Profissão                      | Nacionalidade  | Observações | Ref |
| -------------- | ------------------ | ------------------------------ | -------------- | ----------- | --- |
| 3 de fevereiro | José Raposo        | actor                          | Portugal       |             |     |
| 18 de Março    | Júlia Lemmertz     | atriz                          | Brasil         |             |     |
| 29 de Maio     | Débora Bloch       | atriz                          | Brasil         |             |     |
| 19 de Agosto   | Marcos Palmeira    | actor                          | Brasil         |             |     |
| 16 de Setembro | Andréa Beltrão     | atriz                          | Brasil         |             |     |
| 21 de outubro  | Marisa Orth        | atriz, cantora e apresentadora | Brasil         |             |     |
| 16 de Dezembro | Cristiana Oliveira | atriz                          | Brasil         |             |     |
| ??             | Vitor Gonçalves    | encenador                      | Portugal       |             |     |
| 09 de Junho    | Johnny Depp        | ator, guitarrista              | Estados Unidos |             |     |

## Mortes
| Data | Nome | Profissão | Nacionalidade | Observações | Ref |
| ---- | ---- | --------- | ------------- | ----------- | --- |